# Hausové

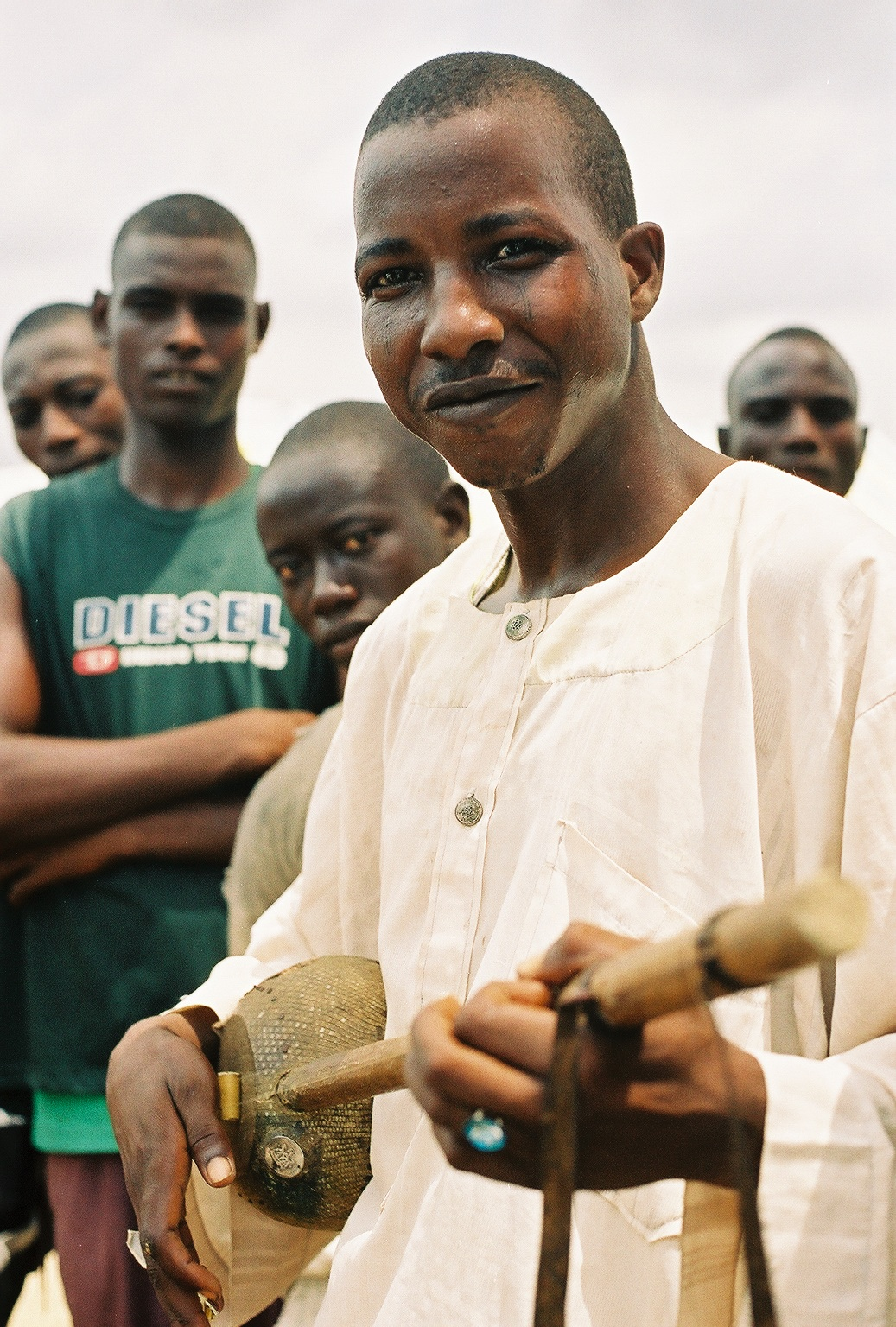
Hauský hráč na hudební nástroj

Hausové jsou jedna z největších etnických skupin Západní Afriky, obývající pásmo Sahelu mezi Nigerem a Nigérií.

## Hauské městské státy

Hauská vlajka

Pověst říká, že zakladatel Hauských městských států Bayajida přišel z východu z Gaye, protože utíkal před svým otcem. Přišel do města Daura, kde osvobodil lidi z útlaku a královna Daury si ho z vděčnosti vzala. Měli spolu 7 synů a ti v 10. století založili 7 hauských států (Biram, Daura, Kano, Katsina,Gobir, Rano a Zazzau), ve kterých vládli jejich potomci z rodu Baiajadů. Čili vedení v raných hauských státech bylo založeno na dědičnosti.
Sedm těchto hauských států si rozdělovalo výrobu a pracovní aktivity v souladu s jejich polohou a přírodními zdroji.
Kano a Rano byly známy jako „mistry indiga“. Indigo znamená organické tmavomodré barvivo původně z kořenů tropického keře indigovníku. Na obrovských pláních těchto států rostla bavlna. Obyvatelé vyráběli šaty, tkali a barvili. Tyto výrobky posílali po karavanách do ostatních hauských států i do jiných regionů.
Biram byl původním místem vlády.
Zaria dodávala pracovní sílu a byla známa jako „mistr otroků“.
Katsina a Daura byly mistry obchodu, protože jejich zeměpisná poloha byla výhodná pro karavany.
Gobir umístěný na západě byl „mistr války“ a byl z větší části odpovědný za ochranu před Královstvím Ghana a Songhajskou říší.
Do 15. století tyto malé státy byly na periferii v té době vládnoucí Súdánské říše. Byly neustále utlačovány Songhaji od západu a Kanem-Borno od východu. Také mezi sebou bojovali obvykle kvůli ekonomickým zájmům, když koalice hauských státu prováděla válečné nájezdy na Jukun a Nupe ve středním pásmu, aby získala otroky nebo proti někomu jinému, aby získala kontrolu nad obchodem.
Díky tomu si začali silnější hauská města stavět opevnění, aby se mohla bránit. Ta tvořila jádro mocných obchodujících hauských států, vzájemné soupeření je na konci 18. století oslabilo natolik, že na počátku devatenáctého století byly tyto státy zdolány Fulbeany v čele s Uthmanem dan Fodiem. Fulbe založil Kalifát Sokoto, který nakonec dobyté území s jeho územím spojil v 15 států nazvaných emiráty, každý tento stát byl vedený vládnoucí dynastií původem z Fulbe.
Jejich pravidla trvala po století do britské kolonizace území na začátku dvacátého století.
Dnes hausové žijí v kmenech na území Nigeru, Nigérie, Kamerunu, Beninu a Burkniny. Ale nejpočetnější kmeny jsou na území Nigeru a Nigérie.

## Hauská architektura
Ví se o ní velmi málo. Hauské paláce a mešity byly velice barevné a jasné. Zvenčí byly zdobeny složitými ornamenty.

## Písmo
Okolo roku 1500 Hausové použili arabské písmo k napsání vlastního jazyka. Toto písmo nazývané adžamí se používalo po řadu staletí. Je v něm sepsáno několik kronik jednotlivých států, nejznámější jsou kroniky Kana.
Na obrázku je Minaret – Gobir v Katrině. Zachycuje sjednocení místní a importní tradice.
1959 – město Kano, které jako jediné zůstalo z Hauského království

## Hauské náboženství
V 11. století zde byl Muhammadem Al-Maghilim, knězem, učitelem a misionářem, uveden islám. Al-Maghili pocházel z Bornu. Zavedení islámu mírumilovně zaváděli právě učitelé, misionáři, poutníci a i obchodníci. Islám se zpočátku praktikoval zároveň s tradičním hauským náboženstvím. Do 14. století byl islám oblíbený pouze u královského dvora. Na venkově si lidé udržovali svá animistická náboženství (přírodní a kmenová víra). Hausové sehráli důležitou roli v šíření islámu na západě Afriky. Za vlády Muhammada Rumfa byla zavedena šaría (islámské právo) a súfismus (směr islámské mystiky ovlivněné křesťanstvím a buddhismem).

### Animistická náboženství

#### Maguzawa
Rozsáhle byla praktikována před příchodem islámu. V nejzapadlejších částech hauských států zůstávala v původním stavu, ale v uzavřených městech skoro vymizela. Prostřednictvím maguzawaské magie byly praktikovány zvířecí oběti.

#### Bori
Bori je hauské slovo, které znamená duchovní sílu sídlící ve fyzických věcech.  Existují dobří a zlí duchové bori. Kult přetrval i ve více zalidněných oblastech. Preferoval duchovní bohatství. Muslimští Hausové s vyznavači bori žili v míru. Islám sice zatracuje magii, jež se v náboženství bori používá k odvrácení zlých sil, avšak lze se setkat i se synkretismem islámu a bori, a to zejména na venkově.

## Hauský jazyk
Hauština patří do čadské skupiny afroasijské jazykové rodiny a je to jeden z nejrozšířenějších afrických jazyků vůbec. Ve velké části západní Afriky se jí používá jako dorozumívacího jazyka, zejména v obchodním styku. Čadské jazyky tvoří nejméně devět podskupin, mezi něž řadíme hauštinu, jazyky ngizim, logone, musgu atd. Hauštinu používá asi 22 milionů lidí, a dalších 17 milionů ji používá jako druhý jazyk. Mluví se s ní hlavně v severní Nigérii a v Nigeru, dále také v Beninu, Burkině Faso, Kamerunu, Středoafrické republice, Ghaně, Togu, Čadu (a malé menšiny i v Alžírsku, Eritreji, Súdánu. Pro vytvoření vlastního písma, ajami, bylo použito písmo arabské. Většina starých dokumentů v Hauštině byly islámské básně a myšlenky. Ajami je dnes používán pouze pro psaní poezie, ale také pro některé knihy nebo noviny. Hauština nemá standardní pravopisný systém, má řadu variant.

## Hauská etika
Hauský pojem „kirki“ označuje morální, niternou hodnotu člověka. Kirki sídlí v hali, „charakteru“ člověka a sestává z desatera ctností: gaskiya - „pravdivost, pravdomluvnost“; amana „vlídnost“, avšak také „důvěra, důvěryhodnost“; karama „štědrost“; hakuri „trpělivost“ – ve smyslu podvolení se vůli Alláha a přijetí vlastního osudu; hankali „rozumnost, rozvážnost“; kunya „stud, smysl pro to, co se sluší“; ladabi „dobré mravy“; mutunci „respekt k druhým a ohleduplné jednání s nimi“ (doslova „lidství“); a dvě náboženské ctnosti hikima „moudrost“ (zahrnující obeznámenost s ilmi „islámskou učeností“) a adalci „spravedlivé a čestné chování“. Takový charakter zajišťuje dobré vztahy mezi lidmi ve společnosti – nevyplývá nutně ze všeobecných morálních hodnot. Obráží vliv islámu, avšak pod touto vrstvou můžeme odhalit i hodnoty zakládající se na původních potřebách zemědělské společnosti – trpělivost, vlídnost.

## Rozšíření

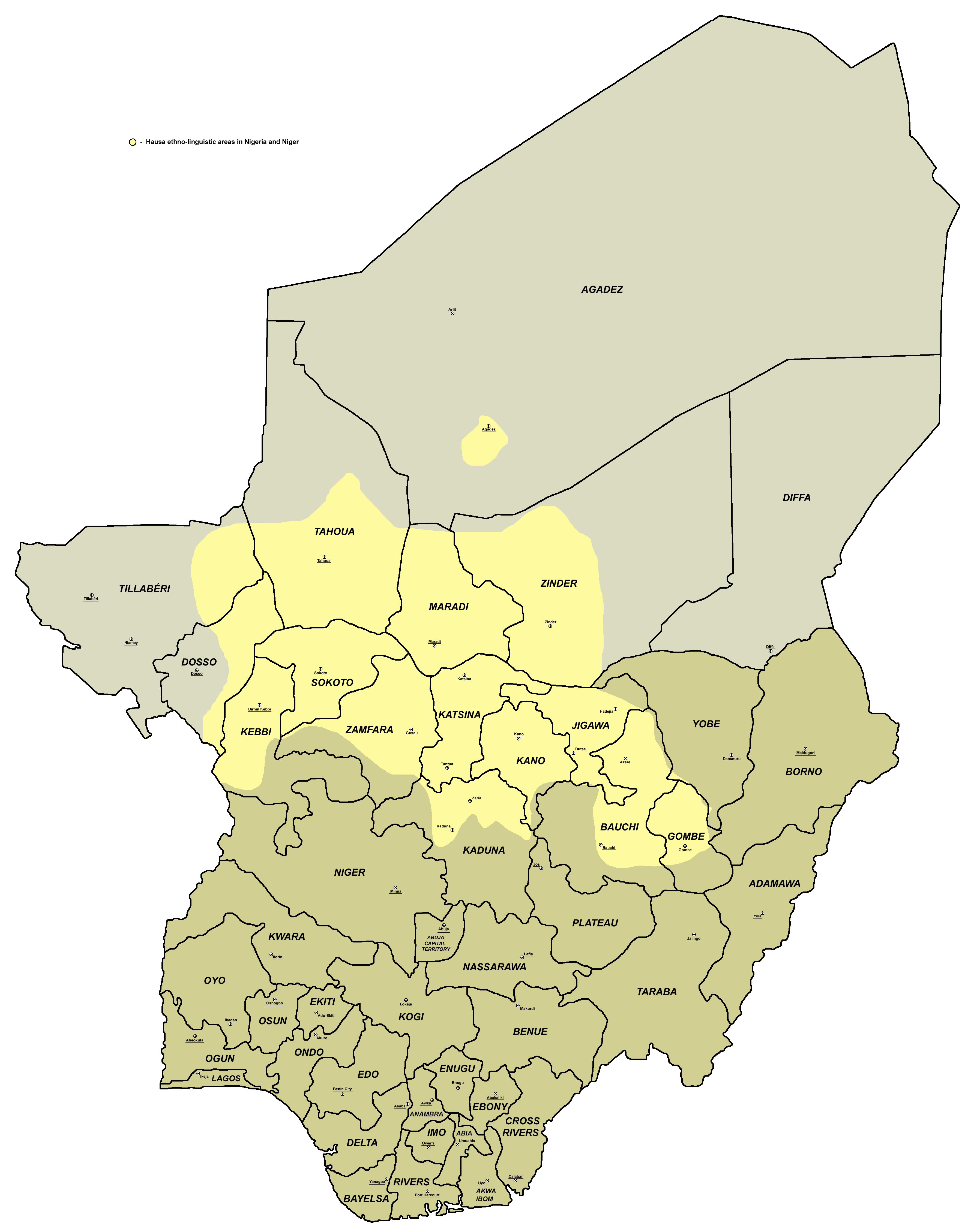
Niger & Nigérie